# Kazuaki Sasō
Kazuaki Sasō (japanisch 佐相 壱明 Sasō Kazuaki; * 16. Juni 1999 in der Präfektur Tokio) ist ein japanischer Fußballspieler.

## Karriere
Sasō erlernte das Fußballspielen in der Jugendmannschaft des Midoriyama SC sowie in der Schulmannschaft der Shohei High School. Seinen ersten Vertrag unterschrieb er 2018 bei Omiya Ardija. Der Verein aus Ōmiya-ku spielte in der zweithöchsten Liga des Landes, der J2 League. Die Saison 2020 wurde er an den Drittligisten AC Nagano Parceiro ausgeliehen. Für den Verein aus Nagano spielte er 27-mal in der dritten Liga. Ende Januar 2021 kehrte er aus Nagano zurück. Nach insgesamt zwölf Zweitligaspielen wechselte er im Januar 2022 in die dritte Liga. Hier unterschrieb er einen Vertrag beim SC Sagamihara.